# Tuchulcha

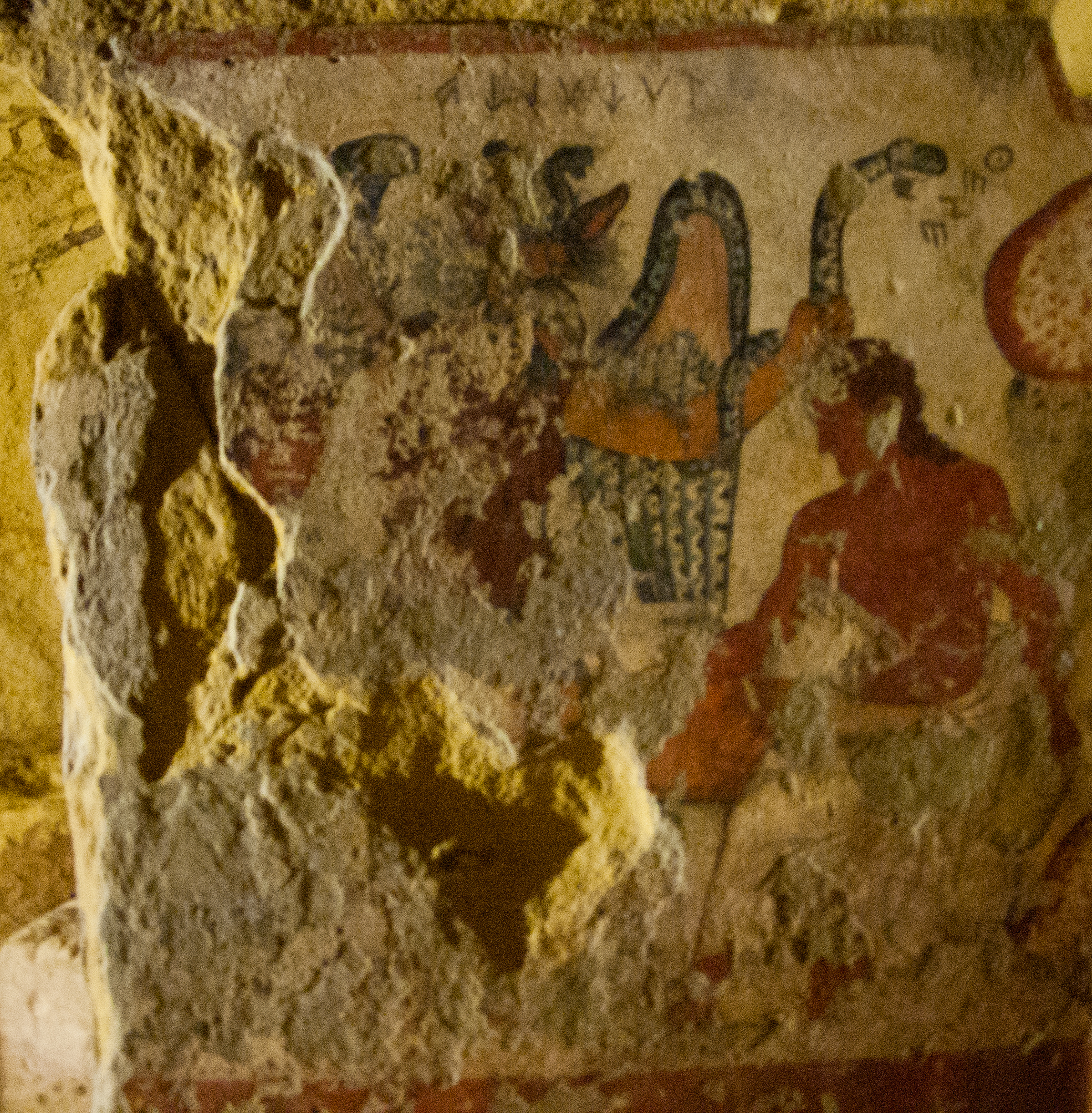
Tuchulcha e Teseo in un gioco da tavolo (Tomba dell'Orco a Tarquinia)

Tuchulcha è un demone etrusco dell'oltretomba.
La sua raffigurazione più nota è quella della Tomba dell'Orco a Tarquinia, dove presenta una chioma scompigliata dalla quale escono serpenti, un becco da rapace (probabilmente da avvoltoio), orecchie d'asino e grandi ali. Il busto e gli arti hanno sembianze umane, la pelle è giallognola. Tra le mani tiene due serpenti barbuti.
A Tuchulcha vanno presumibilmente riferite le analoghe immagini presenti su un'anfora a figure rosse trovata a Vulci e sulla parete destra della Tomba dei Demoni Azzurri di Tarquinia: in entrambi i casi attributo fondamentale del demone appaiono i due serpenti tenuti tra le mani ma il volto è privo dei tratti animaleschi che caratterizzano l'immagine della Tomba dell'Orco.